# Сражение под Ореховом
Сражение под Ореховом — сражение 2 (13) сентября 1769 года, в котором русский отряд под командованием бригадира Александра Васильевича Суворова разгромил отряд барских конфедератов под командованием Казимира Пулавского.

## Предыстория
В 1768 году польско-литовская римско-католическая шляхта, недовольная большим влиянием России, которая добилась в Речи Посполитой уравнения в правах так называемых «диссидентов» (некатоликов), объединилась в конфедерацию против короля Станислава Понятовского, получившую название по подольскому местечку Бар. Россия поддержала противников конфедерации, что дало ей формальный повод ввести свои войска на территорию Польши и открыть военные действия против конфедератов.

В подкрепление русским войскам находившимся в Литве в последних числах августа был послан полковник Суворов с 2 батальонами, эскадроном Владимирского драгунского полка, 50 казаками и 2 полевыми орудиями. Усиленными переходами двинулся он к Брест-Литовску, где удостоверился, что конфедераты были в Бресте, но удалились оттуда разными дорогами, а два сильных русских отряда фон Рённе и Древица, в 1500 и 2000 человек, следуют за ними. Суворов, хотя был тут внове, но понимал, какой именно способ действий приличествует для такого рода войны. Считая нужным удержать Брест в виде опорного пункта, он оставил там для охраны часть своих сил, сам же — с ротою гренадер Суздальского пехотного полка, 36 драгунами Владимирского драгунского полка, 50 казаками и 2 полевыми орудиями — выступил из Бреста на юг и шёл целую ночь. На рассвете 1 (11) сентября он встретил патруль фон Рённе — 50 карабинеров и 30 казаков под начальством ротмистра графа Кастелли — и присоединил его к себе: 
…На дороге взял я с собою Каргопольского ротмистра графа Кастелли с пятьюдесятью карабинерами и казаков до тридцати…
Отряд Суворова и теперь насчитывал не более 320 человек. Сделав снова 35-вёрстный ночной марш, Суворов 2 сентября около полудня настиг конфедератов, в числе около 2 тысяч, под командованием Пулавских, Аржевского, Мальчевского, близ деревни Орехово, в глухой лесисто-болотистой местности неподалеку от Ореховского озера. Конфедераты расположились в четырёх верстах от Орехова в урочище Кривно — на небольшой поляне, окружённой болотами.

## Ход сражения
Силы конфедерации состояли из конных ополченцев при двух орудиях. Суворов с подхода атаковал их.
Подойдя к болоту, через которое были перекинуты 4 (по другим источникам — 3) моста, гренадеры Сахарова бросились на мосты, а егеря, развернувшись вправо и влево, открыли ружейный огонь. Переход этот суздальцам пришлось совершить под артиллерийским огнём, загремевшим с обеих сторон. Хотя огонь поляков был довольно внушительный — и в одном зарядном ящике подбил колесо, но остановить гренадер он был не в состоянии. Перейдя через болото, Сахаров выстроил роту тылом к густому лесу, непроходимому для кавалерии. По сторонам её, очистив лес, поручик Борисов рассыпал егерей, открывших ружейный огонь. За пехотой через гать перешли карабинеры и драгуны. Казаки остались за болотом для обеспечения русской позиции с тыла и наблюдения за выходами из леса.
Так как польские орудия наносили довольно значительный вред, Суворов, став во главе 36 драгун, атаковал неприятельскую батарею, тогда как карабинеры одновременно повели атаку на прикрывавшую орудия конницу. Конфедераты, боясь потерять орудия, сняли их с позиции, увезли за линию и затем атаковали гренадер с фронта. Пехота Суворова встретила поляков плотным огнём и отбросила. Отбитые эскадроны были заменены, однако, новыми, атака возобновилась, но опять не имела успеха. Четыре раза атаковали конфедераты и всякий раз свежими эскадронами, но все четыре раза безуспешно, потому как были отбиты отрядами гренадеров, егерей, карабинеров и драгун Суворова. Поляки понесли при этом большой урон, потому что кроме хорошо направленного ружейного огня, каждая их атака была встречаема картечью, а отбитые эскадроны преследовали карабинеры графа Кастелли, рубя бегущих.
В ходе сражения сам Кастелли наскочил на молодого Казимира Пулавского — будущего «отца американской кавалерии», но — на выручку Казимиру подоспел старший брат, Франц: с поднятой саблей бросился он на Кастелли, брата спас, а сам поплатился жизнью, получив в упор пистолетный выстрел. Так погиб Франц Пулавский. Это был один из лучших вождей конфедерации, человек с замечательными душевными качествами, его не только оплакивали поляки, но сожалели о нём и русские. Тем не менее, Казимир смог организовано вывести остатки войска из боя и отступить.
К концу первой фазы сражения произошло какое-то замешательство, вследствие которого капитан Панкратьев, бывший при Суворове за дежур-майора, несколько раз крикнул: «Мы отрезаны». Суворов немедленно арестовал его, но во второй фазе боя дал Панкратьеву возможность обелить себя — и упомянул его в донесении в числе отличившихся.

Наступил вечер и потому Суворов решил покончить с конфедератами решительным ударом. Он приказал квартирмейстеру Суздальского полка Васильеву, распоряжавшемуся артиллерией, зажечь гранатами Орехово, находившееся в тылу польской позиции. Приказание было исполнено и деревня зажжена. Поляки уже были расстроены и смущены неудачею только что произведенных ими атак, теперь же смятение их было увеличено видом горящей в тылу деревни. Этим моментом воспользовался Суворов для общей штыковой атаки. Русская пехота стремительно бросилась в штыки. 
Сахаров с гренадерами бросился в штыки, а карабинеры на палашах с чрезвычайной стремительностью — и все сшиблись.
Опрокинутые конфедераты обратились в бегство через пылавшее селенье. Русская конница, силою меньше 100 палашей и сабель, бросилась за отступавшими и преследовала их версты три. Чтобы ещё более устрашить конфедератов и заставить их бежать без оглядки, Суворов приказал пехоте производить в лесу частый огонь. Преследование обошлось полякам вообще довольно дорого: во время него они потеряли несколько сот человек убитыми и 40 пленными, но орудия успели увезти. Конфедераты были так потрясены, что только раз во время отступления решились дать отпор и стали выстраиваться, но скоро повернули опять назад и понеслись далее, хотя преследовали их во главе с Суворовым всего лишь около десяти кавалеристов. Остатки неприятельской партии ушли к Холму.

## Последствия боя
В Суздальском полку под Ореховом убиты 2 егеря и 2 артиллерийские лошади. Ранены: поручик Дитмарн в левую руку пулей, 4 егеря и 1 канонир. Таким образом, потери русских войск были незначительными — 5 человек убитыми и 11 ранеными. Конфедераты потерпели полное поражение, потеряв убитыми и раненными несколько сот человек, в том числе только 40 пленных, так как вследствие малочисленности своего отряда, Суворов велел никому не давать пардону.
На следующий день отступившие остатки конфедератов были окончательно разбиты основными силами Каргопольского карабинерного полка в бою при Ломжах.

Вот как Суворов описывает свои впечатления о битве в рапорте Веймарну: 
…Сегодняшняя победа среди бело дня весьма хороша, было их маршалков, сказывают, семь и смелый молодой Пулавский был от смерти у господина Кастелли на четырёх шагах. У моих пехотных офицеров много перестреляно лошадей, скорость нашей атаки была чрезвычайная. Казаки плохи, едва видел ли их одного… Хотя все прочее войско с храбростью достойное российского имени поступало.

В числе отличившихся при Орехове Суворов указывает Каргопольского карабинерного полка ротмистра графа Кастелли, корнета Дистерло, Суздальского полка: поручика Сахарова, квартирмейстера Васильева, капитана Панкратьева и сержанта Климова, который «в атаке убил один трёх человек». Относительно Климова в указе военной коллегии от 21 октября 1769 года значится: 
…храброго же Суздальского же полка сержанта Климова, при будущем впредь в корпусе вашем произвождении, произвести преимущественно пред прочими в прапорщики».
1 (12) января 1770 года за бой под Ореховом Суворов был награждён чином генерал-майора и орденом св. Анны, а 19 августа (2 сентября) 1770 года — решением Георгиевского комитета удостоен ордена св. Георгия III-й степени. IV-й степени того же ордена 30 сентября 1770 года был удостоен и поручик Сахаров.